# ألكسندر فينر
ألكسندر سولومون فينر (بالإنجليزية: Alexander Solomon Wiener)‏ ـ (16 مارس 1907 ـ 6 نوفمبر 1976) هو عالم أمريكي له أبحاث رائدة في مجالات الطب الشرعي وعلم الأمصال وعلم الوراثة المناعي، كان من أبرزها اشتراكه مع كارل لاندشتاينر في اكتشاف عامل ريسس سنة 1937، وهو الاكتشاف الذي أحدث نقلة في طرق نقل الدم أسهمت في إنقاذ حيوات العديد من الأطفال المرضى بأمراض الدم الانحلالية. حصل على جائزة لاسكر سنة 1946.